# Gorre British and Indian Cemetery
Gorre British and Indian Cemetery is een Britse militaire begraafplaats met gesneuvelden uit de Eerste Wereldoorlog, gelegen in Gorre, een gehucht in de Franse gemeente Beuvry in het departement Pas-de-Calais. De begraafplaats werd ontworpen door Charles Holden en ligt aan de Rue de Festubert, in het noordoosten van Gorre. Het terrein heeft een onregelmatige vorm en heeft het uitzicht van een park doordat het zich op de gronden van de priorij van Gorre bevindt. Vooraan staat het Cross of Sacrifice op een verhoging geflankeerd door twee trappen met een 16-tal treden. Centraal in het achterste gedeelte staat de Stone of Remembrance. De begraafplaats wordt omgeven door een natuurstenen muur en de toegang bestaat uit een eenvoudige poortconstructie in witte steen met een tweedelig hekje. De begraafplaats wordt onderhouden door de Commonwealth War Graves Commission. 
Er liggen 934 gesneuvelden begraven.

## Geschiedenis
Gorre lag tijdens het grootste deel van de Eerste Wereldoorlog in geallieerde gebied waar het relatief rustig was, al werd het soms door Duitse artillerie bestookt. Het kasteel van de priorij van Gorre werd in het begin van de oorlog in gebruik genomen door de British Expeditionary Force en het Indian Corps. Zij vestigden in het kasteel een hoofdkwartier en de gronden van de priorij werden gebruikt voor het opstellen van artillerie en als oefenterrein. Al in de herfst van 1914 startte men in de zuidoostelijke hoek van de gronden met het begraven van Britse en Indische gesneuvelden. Kort voordat de Indische infanteriedivisies van Frankrijk naar het Midden-Oosten werden overgeplaatst, werd in oktober 1915 de Indische sectie van de begraafplaats gesloten. Britse artillerie en infanterie-eenheden bleven de begraafplaats gebruiken tot het Duitse lenteoffensief van 1918.
Er rusten 904 geïdentificeerde doden waaronder 815 Britten, 80 Indiërs, 2 Zuid-Afrikanen, 1 Australiër en 6 Duitsers. Voor 4 slachtoffers werden Special Memorials opgericht omdat hun graven door artillerievuur werden vernietigd en niet meer teruggevonden werden.

## Graven

### Onderscheiden militairen
- Walter Mills, soldaat bij het Manchester Regiment werd onderscheiden met het Victoria Cross (VC).
- Gerard W. Burton, majoor bij de 39th Garhwal Rifles werd onderscheiden met de Distinguished Service Order (DSO).
- Adam John Lloyd Park, majoor bij de Royal Field Artillery, Finlay Francis Ryan, kapitein bij The King's (Liverpool Regiment) en P. Adamson, onderluitenant bij het The Loyal North Lancashire Regiment werden onderscheiden met het Military Cross (MC).
- de sergeanten J.W. Bale, James G. Burton, G.H. Lester en Archibald Thomson en korporaal W. Liggins werden onderscheiden met de Distinguished Conduct Medal (DCM).
- compagnie kwartiermeerster-sergeant Richard W. Hemmings, korporaals William Henry Fox, H.Q. Towers en L. Jones, kanonnier Thomas W. Murphy en de soldaten G. Lord en J. Linge ontvingen de Military Medal (MM).

### Minderjarige militairen
- onderluitenant Geoffrey C. Bolton en de soldaten P.J.E. Commons, Noel Peter Coupe en G. Stewart waren slechts 17 jaar toen ze sneuvelden.

### Aliassen
- korporaal Alexander D. Morison diende onder het alias J. Murray bij het Queen's Own (Royal West Kent Regiment).
- kanonnier George T. Playford diende onder het alias G. Thomas bij de Royal Field Artillery.
- soldaat Edwin A. O'Brien diende onder het alias E. Munroe bij het Queen's Own (Royal West Kent Regiment).
- soldaat R. Kilcoyne diende onder het alias R. Coyne bij het Manchester Regiment.
- soldaat G.M. Watson diende onder het alias J. Graham bij de The King's (Liverpool Regiment).

### Gefusilleerde militair
- Thomas Hopkins, soldaat bij de Lancashire Fusiliers werd wegens desertie gefusilleerd op 13 februari 1918. Hij was 26 jaar.[2]